# Guovdelisjávri
Guovdelisjávri är en reglerad sjö som nästan helt ligger i Narviks kommun i Norge, men en mindre del ligger även i Gällivare kommun i Lappland. Sjöns norskspråkiga namn är Gautelisvatnet. Tillflöden är främst utloppet från Vanasjávri i Sverige. Avrinningsområdets storlek är 192,94 km2.
Guovdelisjávri bidrar med det mesta av vattnet till Båtsvatn kraftverk som har en effekt på 30 MW och en årlig energiproduktion på 134,9 GWh. Vattennivån får variera mellan 825 och 858 m ö.h. Före regleringen avvattnades sjön av Skjomvassdraget som mynnar i fjorden Sør-Skjomen. Efter höjningen av vattennivån i Guovdelisjávri flöt den samman med Vanasjávri (Vannaksvatnet) som nu utgör Guovdelisjávris södra del.
Vandringsleden Nordkalottleden passerar längs sjöns norra sida och där har Den Norske Turistforening (DNT) en stuga - Gautelishytte.
"Guovdelis" på nordsamiska betyder närmare mitten eller mellersta, så Guovdelisjávri kan översättas till Mellersta sjön.